# Bed
«Bed» es una canción de la rapera trinitense Nicki Minaj, en colaboración con la cantante Estadounidense Ariana Grande, lanzada el 14 de junio de 2018 como el segundo sencillo del álbum Queen, a través de los sellos discográficos Young Money Entertainment y Cash Money Records. Marcando la cuarta colaboración de ambas artistas, y la tercera que se lanza como un sencillo.

## Recepción de la crítica
Joshua Copperman de Spin llamó a la canción "encantadora", "obscena" y "contundente", y describió la instrumental como "turbia pero decididamente bonita". Lo encontró casi idéntico a "Dance to This" de Troye Sivan, que es "bailable" en oposición a "Bed" que "entierra su ranura en atmósfera pura". Mitch Findlay de HotNewHipHop dijo que la canción es "una adición agradable a Queen, un esfuerzo de radio obligatorio, hecho a medida para la obra de verano". Añade que la canción "sirve como pieza íntima de compañía para Rich Sex, y sin duda atraerá a un par de orejas diferentes" encuentra que la naturaleza de "bouncy bop" de la canción muestra que "el álbum, al igual que los esfuerzos anteriores de Minaj, será una combinación de pop listo para el club y hardcore hip hop".

## Vídeo musical
Antes del lanzamiento del vídeo oficial, se subió un teaser de un minuto con once segundos a la cuenta oficial de Minaj en YouTube, el día 19 de junio de 2018. El teaser actualmente cuenta con más de 8 millones de reproducciones.
El vídeo oficial de la canción se subió el 6 de julio de 2018, fue dirigido por Hype Williams. A lo largo del video, se puede apreciar a Minaj con un traje de sirena, o en otras partes, bebiendo sus Myx Fusions, después llega un momento en el que está en la playa junto a Ariana, ambas mostrando su típica configuración "sexy". Ya hasta el final del video se puede ver que terminan por comer fresas. Actualmente, el vídeo cuenta con más de 86 millones de reproducciones.

## Recepción comercial
En Estados Unidos, «Bed» debutó en la posición número 43 del Billboard Hot 100 con 19,000 copias vendidas y 12 millones de streams, convirtiéndose en la entrada número 91 para Minaj en la lista, extendiendo su récord como la mujer con más entradas en la historia del listado. La semana siguiente la canción cayo hasta la posición número 67, perdiendo su poca popularidad que tenía frente a la semana anterior, llegando a estar más bajo que el sencillo anterior del álbum, «Chun-Li». En su tercera semana vuelve a caer hasta la posición 81. La semana siguiente, la canción subió hasta la posición número 48, un aumento provocado por el lanzamiento del video musical. En su quinta semana cae hasta la posición número 52. Durante la semana del 25 de agosto de 2018, «Bed» subió hasta la posición número 42, debido el impacto provocado por el lanzamiento del álbum, marcando su pico más alto en la lista. La canción salió de la lista, con únicamente 10 semanas, marcando la peor recepción comercial para un sencillo de Minaj y Grande.
En otros países, «Bed» alcanzó el Top 20 en Bélgica, Australia, Reino Unido y Escocia.

## Posicionamiento en las listas
| País            | Lista                                     | Mejor posición |
| --------------- | ----------------------------------------- | -------------- |
| Alemania        | Official German Charts                    | 52             |
| Australia       | Australian Recording Industry Association | 17             |
| Austria         | Ö3 Austria Top 40                         | 49             |
| Bélgica         | Ultratip Flanders                         | 12             |
| Bélgica         | Ultratip Wallonia                         | 18             |
| Canadá          | Canadian Hot 100                          | 30             |
| Escocia         | Scottish Singles                          | 19             |
| Eslovaquia      | Singles Digitál Top 100                   | 25             |
| Estados Unidos  | Billboard Hot 100                         | 42             |
| Estados Unidos  | Billboard Hot R&B/Hip-Hop Songs           | 23             |
| Estados Unidos  | Billboard Rhythmic                        | 39             |
| España          | PROMUSICAE                                | 96             |
| Francia         | SNEP                                      | 56             |
| Filipinas       | Billboard Philippine Hot 100              | 63             |
| Hungría         | Single Top 40                             | 27             |
| Irlanda         | IRMA                                      | 30             |
| Italia          | FIMI                                      | 91             |
| Noruega         | VG-lista                                  | 34             |
| Nueva Zelanda   | RMNZ                                      | 25             |
| Países Bajos    | Single Top 100                            | 47             |
| Portugal        | AFP                                       | 29             |
| Reino Unido     | UK Singles Chart                          | 20             |
| República Checa | Singles Digitál Top 100                   | 30             |
| Suecia          | Sverigetopplistan                         | 44             |
| Suiza           | Schweizer Hitparade                       | 39             |

## Certificaciones
| País                                                                                          | Organismo Certificador | Certificación | Ventas     | Ref.   |
| --------------------------------------------------------------------------------------------- | ---------------------- | ------------- | ---------- | ------ |
| Estados Unidos                                                                                | RIAA                   | Platino       | 1,000,000* | [ 35 ] |
| Australia                                                                                     | ARIA                   | Oro           | 35,000*    | [ 36 ] |
| Canadá                                                                                        | MC                     | Platino       | 80,000*    | [ 37 ] |
| Reino Unido                                                                                   | BPI                    | Plata         | 200,000*   | [ 38 ] |
| (*) Ventas basas únicamente en la certificación Todas las certificaciones incluyen streaming. |                        |               |            |        |

## Crédito y personal
Créditos adaptados de las notas del álbum Queen.
Grabación
- Grabado en Criteria Studios , Miami , Florida
- Mezclado en MixStar Studios, Virginia Beach, Virginia
- Masterizado en Chris Athen Masters, Austin, Texas

Personal
- Nicki Minaj  - vocales
- Ariana Grande  - vocales
- Ben Billions - producción
- Brett "Beats" Bailey - producción
- Dwayne "Supa Dups" Chin-Quee  - producción
- Desordenado - coproducción
- Aubry "Big Juice" Delaine - ingeniería de registros
- Nick Valentin - registro de asistencia de ingeniería
- William Knauft - asistencia de ingeniería de registro
- Serban Ghenea - Mezcla
- John Hanes - asistencia a la mezcla
- Chris Athens - Masterización

## Historial de lanzamiento
| Región         | Fecha               | Formato             | Etiquetas                                    | Ref.          |
| -------------- | ------------------- | ------------------- | -------------------------------------------- | ------------- |
| Varios         | 14 de junio de 2018 | Descarga digital    | Young Money Entertainment Cash Money Records | [ 39 ]        |
| Reino Unido    | 16 de junio de 2018 | Radio Contemporánea | Republic Records                             | [ 40 ] [ 40 ] |
| Estados Unidos | 19 de junio de 2018 | Radio Contemporánea | Young Money Entertainment Cash Money Records | [ 41 ]        |
| Estados Unidos | 19 de junio de 2018 | Radio rítmica       | Young Money Entertainment Cash Money Records | [ 42 ]        |
| Italia         | 29 de junio de 2018 | Radio Contemporánea | Universal Music                              | [ 43 ]        |